# Фаббрика-Куроне
Фаббрика-Куроне (итал. Fabbrica Curone) — коммуна в Италии, располагается в регионе Пьемонт, в провинции Алессандрия.
Население составляет 774 человека (2008 г.), плотность населения составляет 14 чел./км². Занимает площадь 54 км². Почтовый индекс — 15050. Телефонный код — 0131.
Покровительницей коммуны почитается Пресвятая Богородица (Madonna di Lourdes), празднование 11 февраля. Также в коммуне особо празднуется Успение Пресвятой Богородицы.

## Демография
Динамика населения:

## Администрация коммуны
- Официальный сайт: https://web.archive.org/web/20061004063540/http://fabbricacurone.it/

## Галерея

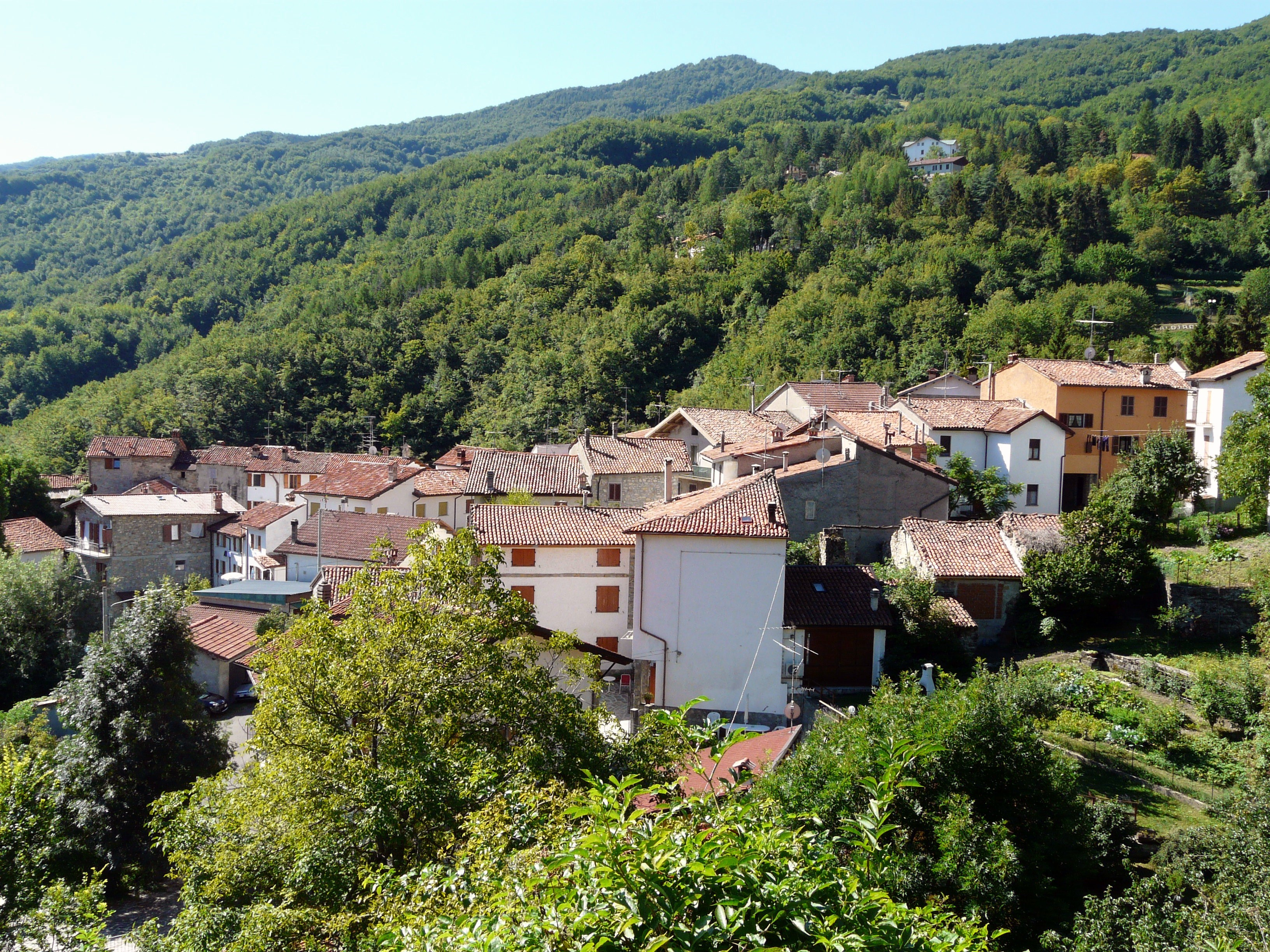
Caldirola
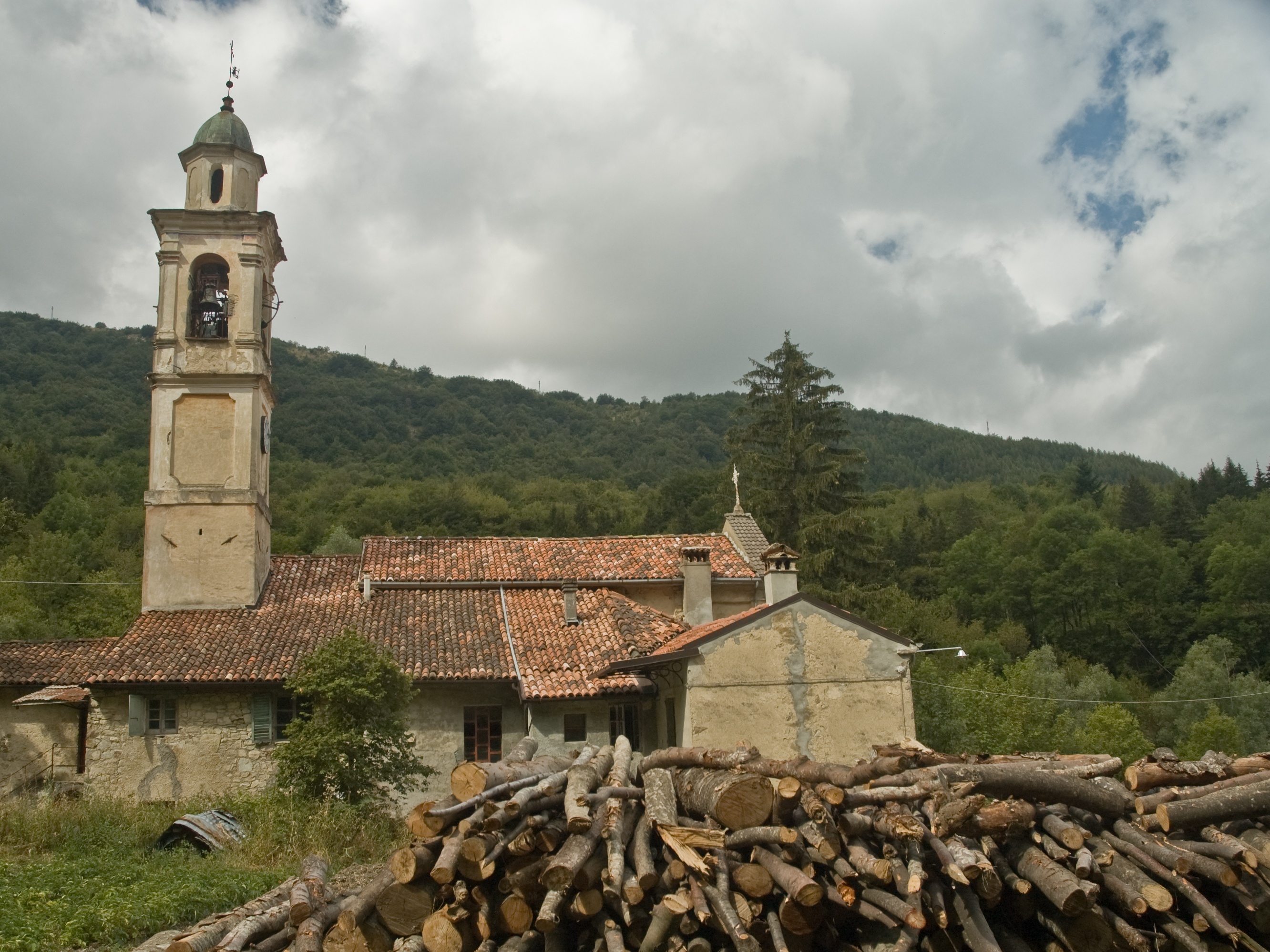
La chiesa di Bruggi
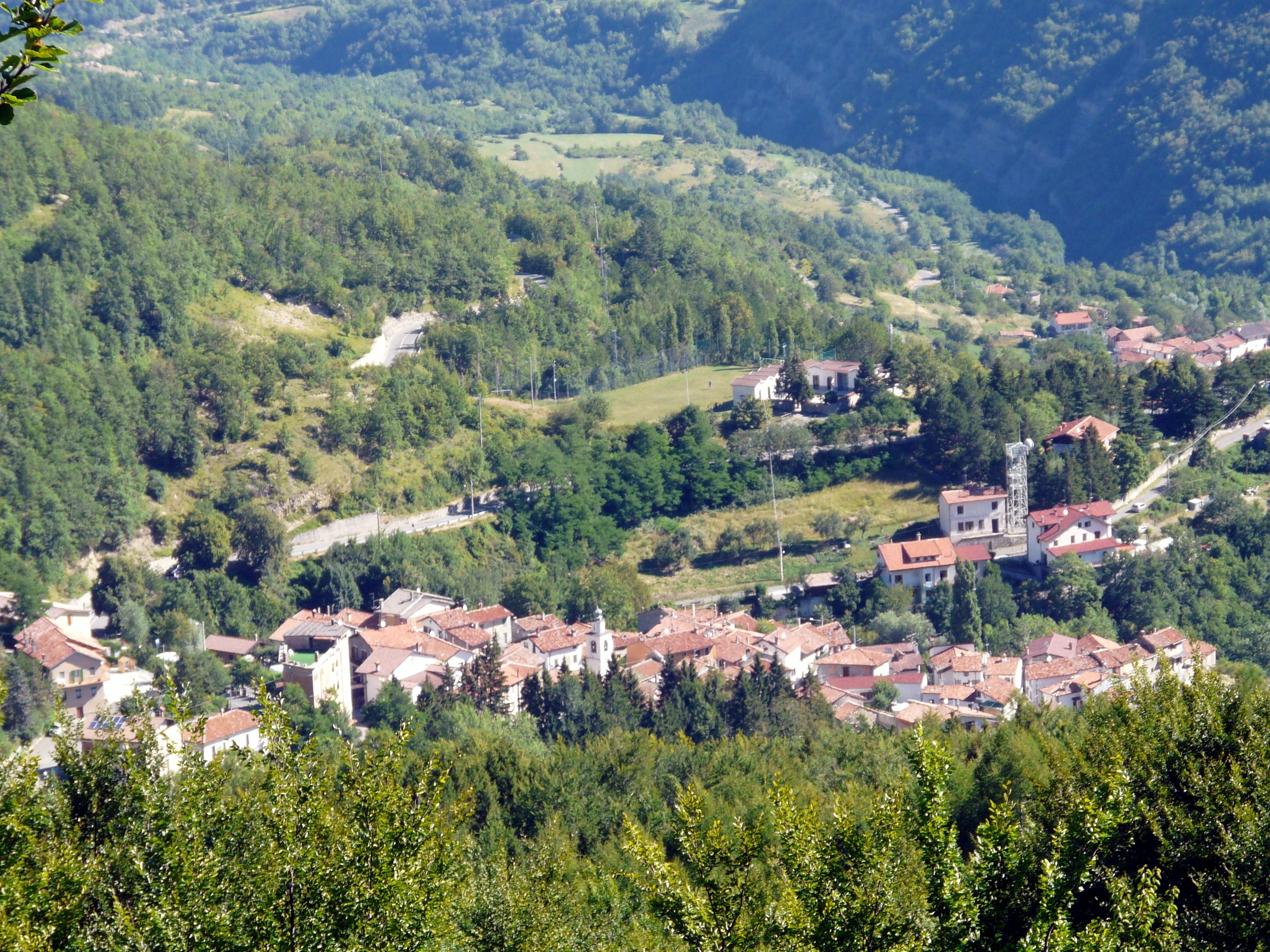
Garadassi